# Akimitsu Takase
Akimitsu Takase (jap. 高瀬 右光 Takase Akimitsu; ur. 1 września 1970) – japoński seiyū związany z Aksent.

## Wybrane role w anime
- 2001–2002: Król szamanów – Marco Lasso
- 2001–2003: Hikaru no go – Tatsuhiko Kadowaki
- 2002–2005: Pokémon –
  - Glue (Braggo),
  - Mitsuo Mitsuoda (Mitch Mitchum)
- 2002–2007: Naruto – Kaiza
- 2005: Daphne – Thomas